# 94e escadre de bombardement
La 94e escadre de bombardement est une ancienne unité de bombardement des Forces aériennes stratégiques de l'armée de l'air française.

## Escadrons
- Escadron de bombardement 1/94 Bourbonnais (1966-1976)
- Escadron de bombardement 1/94 Guyenne (1976-1986)
- Escadron de bombardement 2/94 Marne (1965-1988)
- Escadron de bombardement 3/94 Arbois (1965-1983)
- Escadron de ravitaillement en vol 4/94 Sologne (1966-1976)

## Bases
- Luxeuil
- Saint-Dizier
- Avord

## Appareils
- Dassault Mirage IVA
- Boeing C-135F